# Vardy Community School

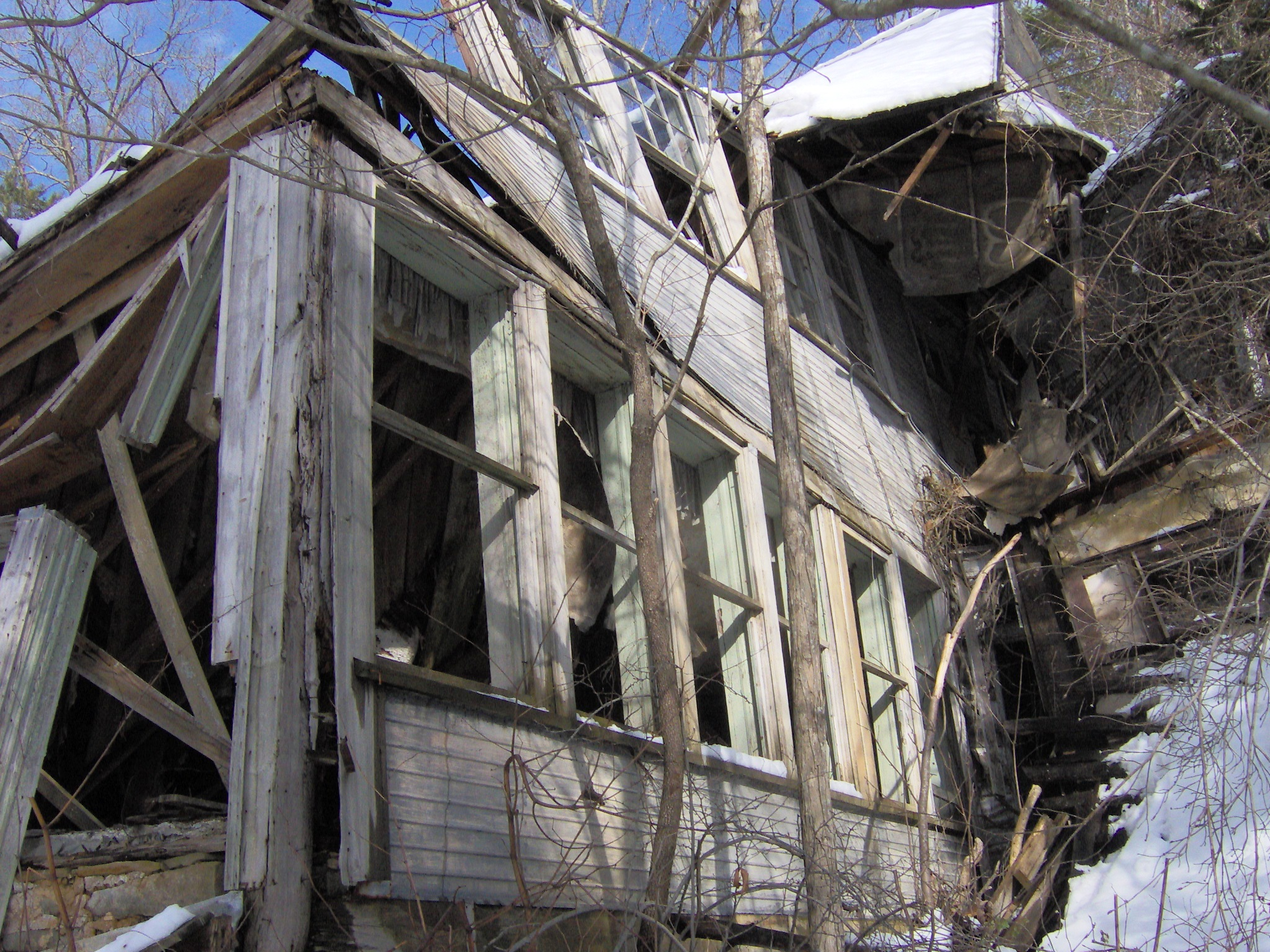
Ruinen der Vardy Community School

Die Vardy Community School war eine presbyterianische Missionsschule, die in der Ortschaft Vardy im Hancock County in Tennessee gegen Ende des 19. und zu Beginn des 20. Jahrhunderts bestand. Zur Zeit ihrer Gründung war die Schule die einzige Institution, die der Kindern der Melungeons in den abgelegenen bergigen Gebieten an der Grenze zwischen Tennessee und Virginia eine primäre Schulbildung anbot. Presbyterianische Missionare betrieben die Schule bis 1955, dann wurde sie Bestandteil des öffentlichen Schulsystems in Hancock County. 1984 wurden die Schule und die mit der Mission verbundenen Gebäuden in der Umgebung als Historic District in das National Register of Historic Places aufgenommen.
Ende des 19. und Anfang des 20. Jahrhunderts wurden in den ländlichen Gebieten der Appalachen dutzende von Dorfschulen und Missionsschulen gegründet. 1892 entschied die Presbyterian Church sich zum Bau einer solchen Schule in Vardy, einer Siedlung im Herzen des Melungeon-Landes im Tal des Blackwater Creek. Über die nächsten 45 Jahre hinweg wuchs die Missionsschule zu einer kleinen Siedlung mit einem dreistöckigen Schulhaus, eine Kirche, einer Manse, einer Bücherei und mehreren Wohnhäusern. Das Schulhaus ist zwar eingestürzt, die Ehemaligen der Schule und andere historisch Interessierte erhalten die Ruinen und zugehörigen Bauten als historische Stätte. Im Jahr 2000 wurde die im 19. Jahrhundert entstandene Blockhütte der Melungeon-Schwarzbrennerin Mahala Mullins auf einem Platz an der gegenüberliegenden Straßenseite der Vardy School wieder aufgebaut.

## Lage
Die Siedlung Vardy, die manchmal als Vardy Valley bezeichnet wird, liegt in einem schmalen Tal, das der Blackwater Creek zwischen Newmans Ridge im Süden und Powell Mountain im Norden eingeschnitten hat. Das Tal, das zu Einzugsgebiet des Clinch Rivers gehört, erstreckt sich über etwa 15 km von der Mulberry Gap südwestlich von Vardy bis zur nach Blackwater im Lee County weiter im Nordosten. Vardy liegt auch heute noch relativ isoliert, die Hauptzugangsstraße führt von Sneedville über die Tennessee State Route 63, welche in einer Reihe von steep switchbacks die Newmans Ridge quert, bevor sie in der Nähe der Mulberry Gap die Vardy Blackwater Road kreuzt. Die Vardy School Community befindet sich an dieser Straße, etwa 8 km östlich ihrer Kreuzung mit TN-63.

## Geschichte

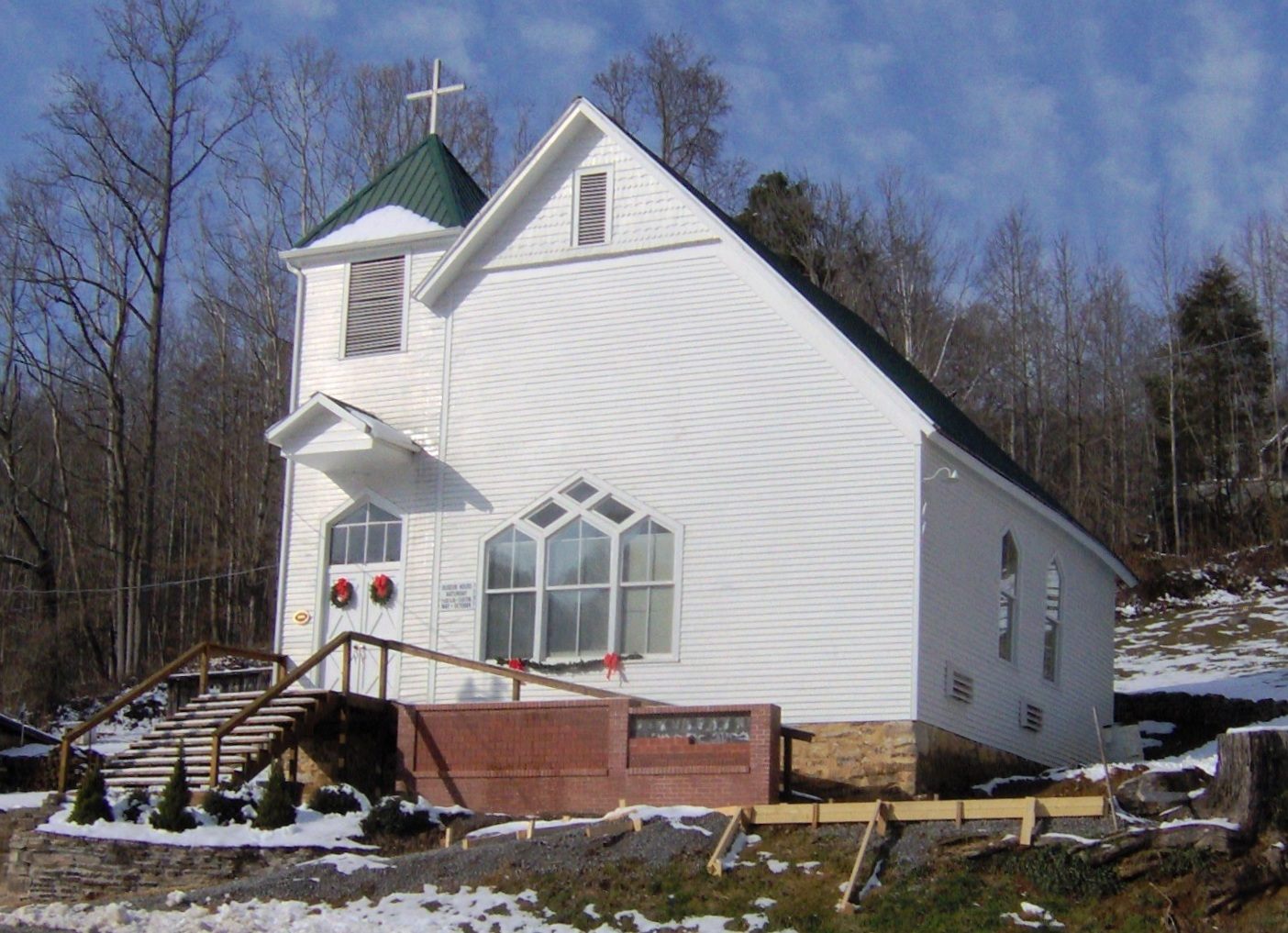
Die 1899 fertiggestellte Vardy Presbyterian Church

Anfang des 19. Jahrhunderts erhielt einer der frühen Melungeon-Siedler, der 1764 geborene Vardeman „Vardy“ Collins, ein großes Stück Land im Gebiet der Newmans Ridge zugeteilt. Auf diesem Land entstanden später Schule und Kirche. In den nachfolgenden Jahrzehnten bauten seine Nachkommen die Siedlung am Blackwater Creek auf, die seinen Namen trägt. Als 1834 die verfassungsgebende Versammlung Tennessees Melungeons als „free people of color“ definierte, wurde ihnen das Wählen oder der Besuch von staatlich finanzierten öffentlichen Schulen verwehrt. Diese Benachteiligung führte dazu, dass die Melungeons der Newmans Ridge sich zu einer geschlossenen, klanähnlichen Gemeinschaft entwickelten.
Die Presbyterianer waren in Vardy von Ende des 19. Jahrhunderts an aktiv, als die umherziehenden presbyterianischen ministers Christopher Humble und H.P. Cory sporadisch Gottesdienst im Blackwater Valley abhielten. 1892 entschied sich das Presbyterium in Holston, in Vardy eine Missionsschule einzurichten und bestimmte Annie Miller und Maggie Axtell als Missionarinnen, die hier tätig sein würden. Batey Collins, ein Enkel von Vardeman und dessen Frau Cynthia stellten mehrere Acre Land für den Bau der Missionsschule und einer Kirche zur Verfügung, andere Einwohner der Gegend stellten Bauholz zur Verfügung und halfen beim Bau. Die Vardy Mission School nahm den Schulbetrieb in einem nicht mehr bestehenden Blockhaus aus unbehandelten Holzstämmen auf. Es war die erste Schule, die den Kindern im Tal die staatlich vorgeschriebene achtjährige Schulbildung anbot. Die Vardy Presbyterian Church wurde 1899 fertiggestellt und ein neues Schulhaus im Jahr 1902.
Im Jahr 1910 traf die schottische Missionarin und Absolventin der Columbia University Mary Rankin in Vardy ein, wo sie von da an für mehr als drei Jahrzehnte als Lehrerin und Krankenschwester arbeitete. Rankin unterwies die ortsansässigen Mütter auch in der Mutterschaftsvorsorge und der Geburtsnachsorge und kämpfte gegen die Unterernährung in dem Tal. Zwischen 1920 und 1952 gedieh die Vardy-Mission unter der Führung von Chester F. Leonard und seiner Frau Josephine. Ein neues dreistöckiges Schulhaus, dessen Energieversorgung ein Generator von Delco besorgte, wurde 1929 in Betrieb genommen. Von der Fertigstellung der Schule an wurde die Vardy Mission School zur Vardy Community School.
Eine Reihe von Interim-Pfarrern folgte auf Leonard. Obwohl die Kirche die Schule 1955 an das Hancock County verkaufte, bestand die Schule noch bis 1973 und in der presbyterianischen Kirche fanden noch bis 1980 Gottesdienste statt. Als Schule, Kirche und Nebengebäude 1984 in das National Register of Historic Places aufgenommen wurden, hatte Vardy nur noch acht Einwohner. Mit einem Zuschuss in Höhe von 10.000 US-Dollar, die der Tennessee Humanities Council gegeben hatte, begann die Vardy Community Historical Society mit der Restaurierung der noch bestehenden Gebäude der Vardy Community School. Im Jahr 2000 setzte die Gruppe auch die Blockhütte von Mahala Mullins instand und verlegte sie von ihrem damaligen Standort auf der Höhe der Newmans Ridge an die Vardy Blackwater Road, gegenüber der Kirche.

## Historische Bauwerke

### Vardy School Community Historic District

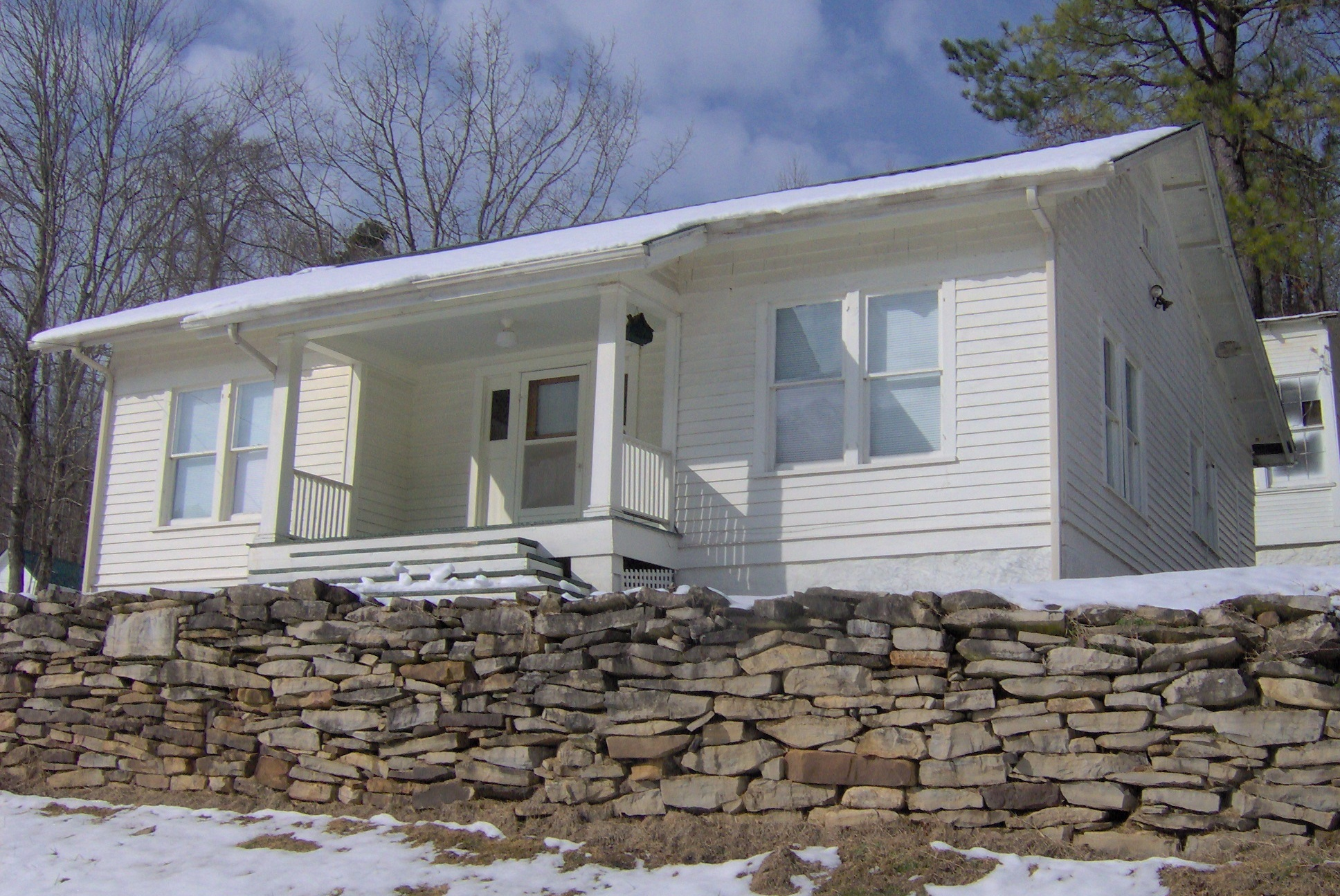
Chester F. Leonard Manse, 1921 erbaut

Der Vardy School Community Historic District besteht aus acht beitragenden Bauwerken mit mehreren Nebengebäude. Diese Bauten haben alle ein traditionelles Aussehen, die Schule und einige der Häuser weisen jedoch Merkmale des Bungalow-Stils auf, und der Glockenturm der Kirche hat gotische Einflüsse. Zu den betragenden Bauten gehören:
- die Vardy Community School; sie ist ein dreistöckiges Bauwerk, das 1929 erbaut und von William H. Leonard, dem Vater von Chester F. Leonard geplant wurde. Das Gebäude war ursprünglich eine Holzständerkonstruktion mit Gambreldach und einer mit gewelltem Metall verkleideten Fassade. Die 96 Fenster des Gebäudes erlaubten es dem üppigen Sonnenlicht in den kühleren Monate in das Gebäude einzudringen und ermöglichten in den warmen Monaten, in den Klassenzimmern zur Kühlung Durchzug zu erzeugen. Das Gebäude stürzte im Oktober 2003 zusammen und nur die Wände des Erdgeschosses an der Südseite und ein Teil des Erdgeschosses blieben intakt. Die Schule hat fünf Nebengebäude: eine Holzrahmengarage, ein Lagerhaus aus Kalkstein, ein Badehaus und ein Wasserspeicher jeweils aus demselben Material sowie das Wohnhaus des Lehrers, das wie ein Großteil der weiteren Bauten in dem historischen Distrikt in Holzständerbauweise entstand.[1]
- die Vardy Presbyterian Church; ein einstöckiges Bauwerk, das 1899 von Morgan Osborne und Miles Watson aus dem in der Nähe gelegenen Blackwater erbaut wurde. Die Kirche hat weiße Holzwände, ein steil hochgezogenes Blechdach und einen zweistöckigen Glockenturm mit Satteldach. Der Eingang zu Kirche erfolgt durch eine doppelflügelige Türe am Fuße des Glockenturms. Die Kirche hat Spitzbogenfenster an den Flanken und ein dreiteiliges Spitzbogenfenster mit Maßwerk an der Vorderseite. Schwere doppelte Schwingtüren trennen das Vestibül vom Heiligtum der Kirche.[1]

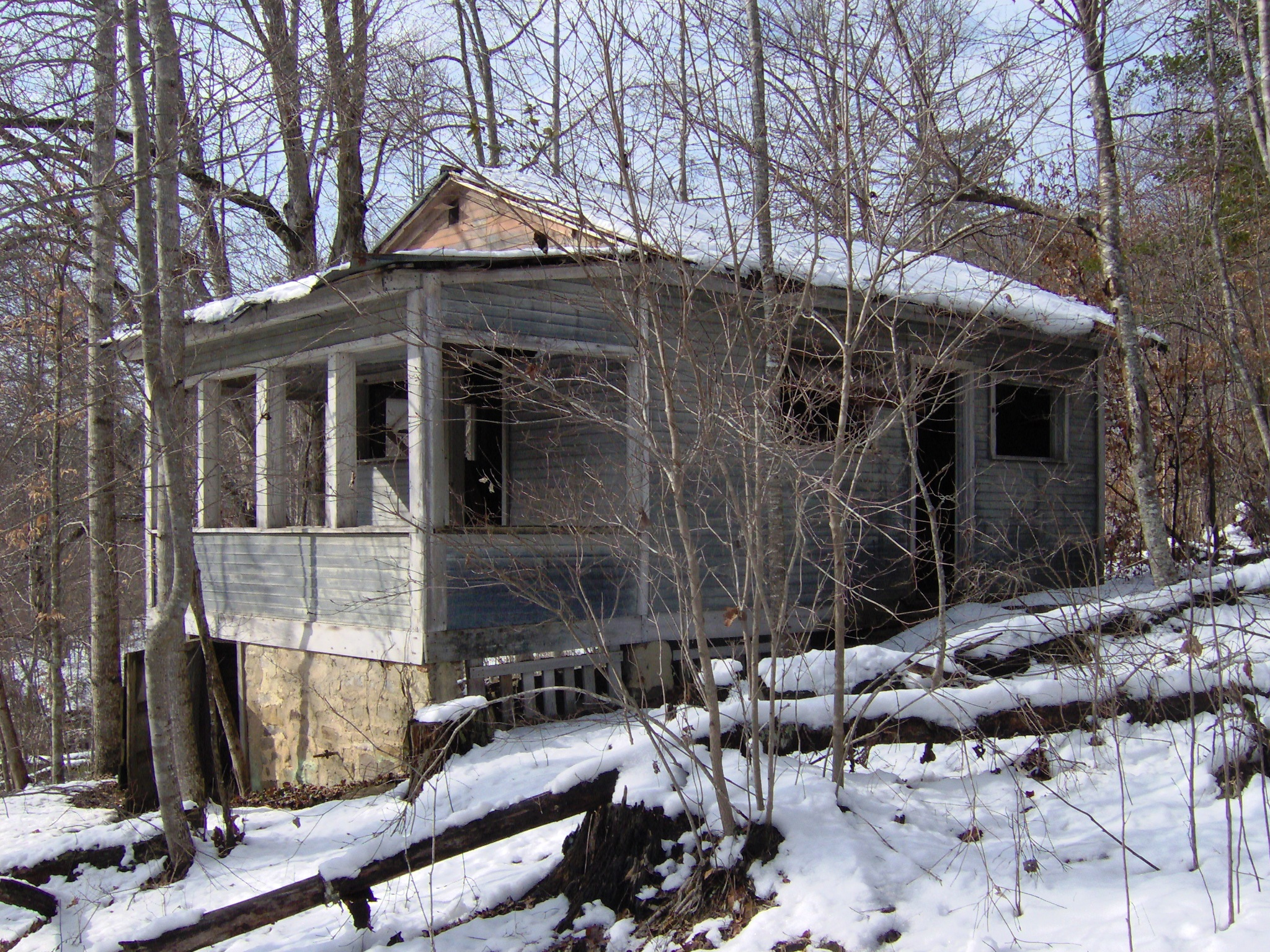
Die Wohnung des Lehrers neben dem Schulhaus

- das Chester F. Leonard Manse;[2] dieses einstöckige 1921 in Holzständerbauweise gebaute Bauwerk ist ein vorfabriziertes Haus von einem Hersteller aus Iowa. Es ist mit Schindeln verkleidet und hat ein Satteldach.[1]
- die Bibliothek daneben in einem 1929 gebauten einstöckigen Gebäude mit Fassadenverkleidungen aus Wellblech und vier Fenstern an der Vorderseite.[1]
- ein Laden in einem 1937 gebauten einstöckigen Holzrahmenhaus.[1]
- die zweite Vardy Mission School; diese ist ein eineinhalbstöckiges 1902 in Holzständerbauweise gebautes Bauwerk mit Schindeln, einem steilen Satteldach und überdachter Veranda. Das Bauwerk ersetzte eine Blockhütte, die davor fast ein Jahrzehnt die erste Missionsschule beherbergte. Nach der Fertigstellung der neuen Vardy Community School im Jahr 1929 wurde das Bauwerk in ein Wohnhaus umgestaltet.[1]
- ein eineinhalbstöckiges Haus, das 1920 erbaut wurde; dabei handelt es sich um ein in Holzständerbauweise erbautes Haus mit Satteldach und überdachter Veranda an der Vorderseite.[1]
- ein 1934 erbautes einstöckiges Haus mit Satteldach und überdachter Veranda, zu dem zwei beitragende Nebengebäude gehören – eine Garage mit Flügeltüren aus Kalkstein und ein kleiner Lagerschuppen.[1]

### Mahala Mullins Cabin

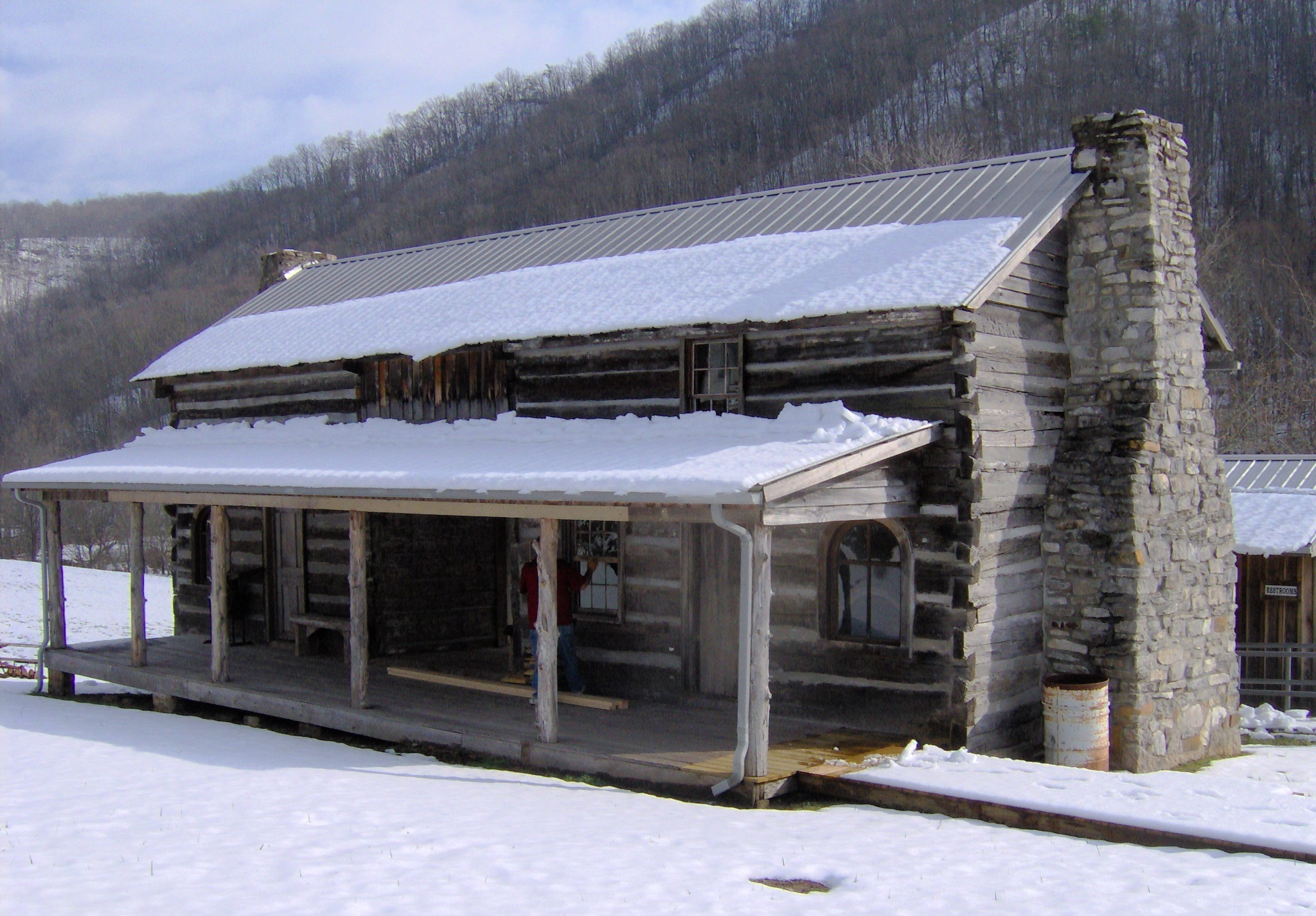
Mahala Mullins Cabin

Die Mahala Mullins Cabin war einst das Haus der berühmten Melungeon-Schwarzbrennerin Mahala Mullins (1824–1898). Mullins litt an Elephantiasis, wodurch sie enorm an Gewicht zunahm. Diese Krankheit führt auch zu Übertreibungen hinsichtlich ihrer Größe führte. Finanzbeamte hatten Kenntnis von Mullins’ Schwarzbrenneraktivitäten und zerstörten häufig ihre Destille, waren jedoch wegen ihrer Größe nicht in der Lage, sie zu verhaften.
Die Hütte ist eine bescheidene zweistöckige Dogtrot-Hütte, die aus gefällten Pappelstämmen durch Schwalbenschwanzverbindung zusammengefügt wurde. Massive Schornsteine aus örtliche gefundenen Steinen stehen an beiden Enden der Hütte. Der überdachte Durchgang wurde in den 1920er Jahren verschlossen, um mehr Platz zu schaffen, wurde aber dem originalen Zustand entsprechend restauriert. Die Hütte befand sich ursprünglich an einem Hang der Newmans Ridge auf dem Grundstück von Dan und Chris Williams. Die Williams’ schenkten die Hütte der Vardy Community Historical Society und im Jahr 2000 wurde die Hütte verlegt und restauriert.

## Belege
1. 1 2 3 4 5 6 7 8 9 10 11 12 13 14  Martha Gray Hagedorn, National Register of Historic Places Nomination Form for Vardy School Community Historic District, 18. Juni 1984.
2. 1 2 3 4 5 6  Informationen auf einer Hinweistafel an der Stätte der Mahala Mullins Cabin und der Vardy Community School, Dezember 2009.
3. ↑  Jim Callahan: Lest We Forget: The Melungeon Colony of Newman’s Ridge. Overmountain Press, Johnson City, Tenn. 2000, S. 174–185 (englisch).